# Dentatherinidae
Dentatherinidae – monotypowa rodzina morskich ryb aterynokształtnych (Atheriniformes).

## Taksonomia
Wcześniej klasyfikowana była jako podrodzina Dentatherininae, najpierw w obrębie aterynowatych (Atherinidae), a następnie Phallostethidae.

## Klasyfikacja
Rodzaj zaliczany do tej rodziny:
Dentatherina